# Charles Jacob Guillemain
Charles Jacob Guillemain (Parigi, 1705 – Parigi, 1770) è stato un commediografo francese.

## Biografia
Fu un autore molto prolifico (circa quattrocento opere) di testi apprezzatissimi dai suoi contemporanei per la genuinità dei sentimenti e la fluidità e la spontaneità dei dialoghi.
I suoi scritti, commedie, pantomime, venivano messi in scena soprattutto nei teatri del Boulevard du crime, ma erano anche utilizzati per animare spettacoli di marionette e di ombre cinesi.
Le tematiche più care a Guillemain ruotarono attorno al proletariato parigino, che venne descritto con accenti di empatia e di solidarietà.
Tra le opere più significative, si possono citare: A bon vin, pas d'enseigne (1781), Le mensonge excusable (1783), Annette et Basile (1786), Le nègre aubergiste (1793).